# Aspremont (Hautes-Alpes)
Aspremont ist eine französische Gemeinde mit 362 Einwohnern (Stand 1. Januar 2022) im Département Hautes-Alpes in der Region Provence-Alpes-Côte d’Azur.

## Geografie
Die Gemeinde liegt am Nordrand des Départements Hautes-Alpes in rund fünf Kilometern Entfernung zum Département Drôme. Aspremont liegt 40 Kilometer von Gap entfernt. Das Gemeindegebiet wird vom Fluss Buëch durchquert, in den hier von rechts die Chauranne einmündet.

## Bevölkerungsentwicklung
| Jahr      | 1962 | 1968 | 1975 | 1982 | 1990 | 1999 | 2007 | 2018 |
| Einwohner | 171  | 191  | 182  | 196  | 216  | 238  | 303  | 363  |

## Sehenswürdigkeiten
- Schlossruine
- Kirche Saint-Pierre-aux-Liens aus dem 17. Jahrhundert

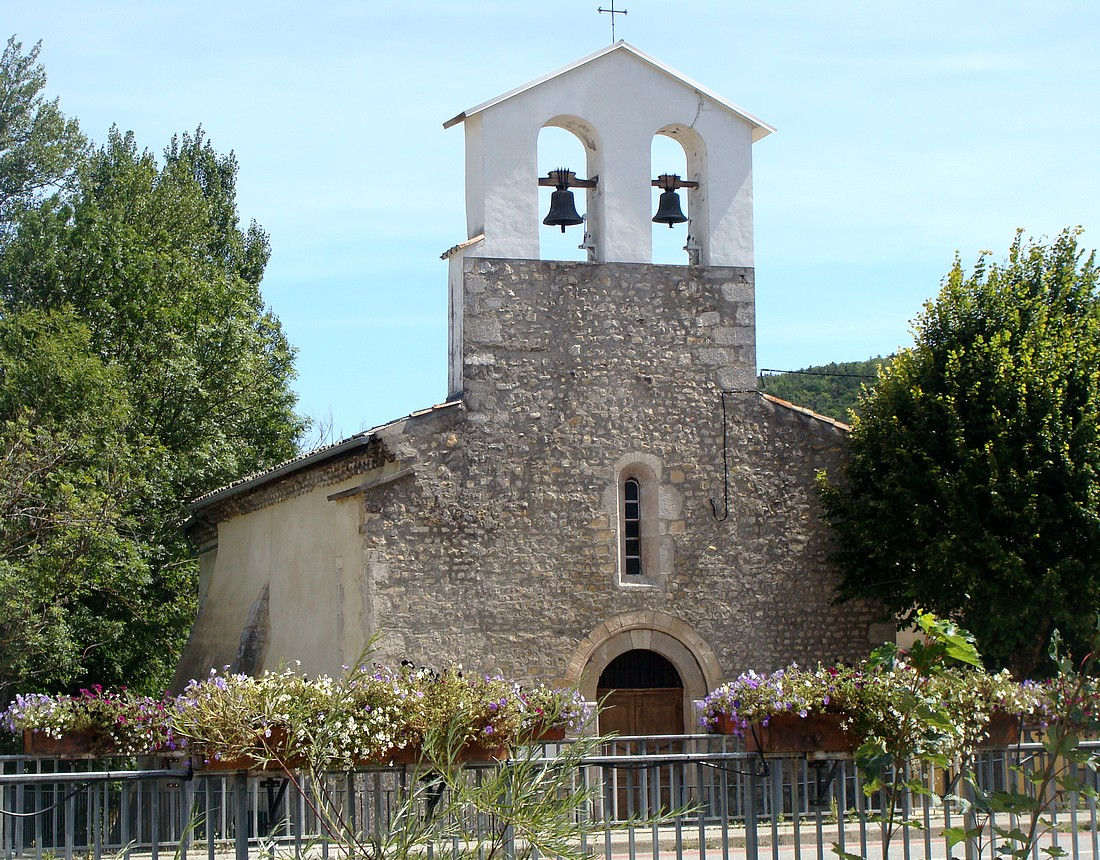
Kirche Saint-Pierre-aux-Liens

## Verkehr
Durch Aspremont führt die D1075, die nach Norden hin auf die A51 nach Grenoble führt. In Richtung Süden führt die Straße ebenfalls auf die A51, in Richtung Aix-en-Provence.